# Peristeranthus hillii
Peristeranthus hillii là một loài thực vật có hoa trong họ Lan. Loài này được (F.Muell.) T.E.Hunt mô tả khoa học đầu tiên năm 1954.